# Мфум, Уилберфорс
Уилберфорс Мфум (англ. Wilberforce Mfum; 28 августа 1936, Hwidiem, Ахафо, Гана — 11 мая 2025) — ганский футболист, нападающий. Победитель Кубка африканских наций 1963 года. Финалист Кубка африканских наций 1968 года. Участник Летних Олимпийских игр 1964 года.

## Клубная карьера
Мфум играл за «Асанте Котоко» на протяжении шести лет. С клубом он стал трёхкратным чемпионом Ганы. В 1968 году Мфум играл за «Балтимор Бэйс» в Национальной профессиональной футбольной лиге США. В 1969 году он присоединился к «Юкрейниан» из Немецко-американской футбольной лиги. В 1970 году Мфум играл за «Филадельфия Юкрейнианз» в Американской футбольной лиге. В том сезоне он разделил титул лучшего бомбардира АСЛ с Хуаном Палеттой. В 1971 году он подписал контракт с «Нью-Йорк Космос» из Североамериканской футбольной лиги.

## Международная карьера
В финале Кубка африканских наций 1963 года Мфум забил два гола и помог Гане выиграть титул. Он играл за сборную Ганы на олимпийских играх 1964 года. На Кубка африканских наций 1968 года он стал вторым бомбардиром, тогда финал Гана проиграла. Всего за сборную Ганы сыграл в 26 матчах, забив 20 голов.
Умер 11 мая 2025 года в возрасте 88 лет.

## Достижения
«Асанте Котоко»
- Чемпион Ганы (3): 1964, 1965, 1967

Сборная Ганы
- Победитель Кубка африканских наций: 1963
- Финалист Кубка африканских наций: 1968